# Elevator pitch
Elevator pitch es un anglicismo que se utiliza en el discurso de presentación sobre un proyecto o emprendimiento, ante potenciales clientes o accionistas cobrando especial relevancia para este segundo colectivo que se supone que busca proyectos y emprendedores con ideas claras, concisas y sintéticas para tomar decisiones sobre si invertir o no. No es un discurso de venta y recibe su nombre, en referencia al poco tiempo empleado para utilizarlo, asemejando a un viaje en ascensor. El principal objetivo es posicionar primero la imagen sobre la empresa y producto. El elevator pitch es una herramienta muy importante en una compañía startup.
La idea básica y resumida del elevator pitch es condensar un mensaje que llame la atención de alguien en pocos segundos o minutos, obteniendo como resultado una entrevista o reunión con esa persona para más adelante.
El concepto se creó alrededor del año 1980 por Philip B. Crosby. Se popularizó en la educación de negocios durante los años 1980 y 1990. Hoy se utiliza ampliamente en el mundo corporativo como herramienta estratégica para nuevos negocios. Incluso la Escuela de Negocios Harvard Business School lo ha tratado ampliamente en su página web para ayudar a la gente a crear su elevator pitch y evaluarlo.

## Su importancia dentro del mundo de los negocios
El concepto del "elevator pitch" ha adquirido una relevancia significativa en el mundo empresarial moderno, principalmente por su capacidad de transmitir ideas clave de manera efectiva y concisa en un lapso muy breve. En un contexto donde las decisiones se toman con rapidez y las primeras impresiones son fundamentales, un "elevator pitch" bien estructurado y convincente puede marcar la diferencia entre aprovechar una oportunidad de negocio o perderla.
En su esencia, el "elevator pitch" es una presentación sumamente breve –comparable con la duración de un viaje en ascensor– diseñada para describir una idea, producto o servicio de una manera que capte inmediatamente la atención e interés de la audiencia. Este aspecto es crucial en el entorno empresarial, donde el tiempo es un recurso valioso y la capacidad de captar el interés de potenciales inversores, clientes o socios en los primeros momentos es esencial.
La utilidad del "elevator pitch" se extiende más allá de la mera presentación de una idea. Es una herramienta fundamental en el ámbito del networking. En eventos como conferencias, ferias comerciales y reuniones, donde se interactúa con numerosas personas en un periodo de tiempo limitado, disponer de un "elevator pitch" bien preparado permite a los profesionales maximizar estas oportunidades. Permite presentar de manera eficaz quiénes son, qué hacen y qué valor único pueden aportar a posibles colaboraciones o negocios.
En el proceso de búsqueda de financiación, la importancia del "elevator pitch" es aún más pronunciada. Los inversores, que a menudo se enfrentan a un flujo constante de propuestas y proyectos, valoran la claridad, la brevedad y la capacidad de un pitch para destacar rápidamente los aspectos más atractivos e innovadores de una idea. Un "elevator pitch" que logre captar su atención puede ser el primer paso para conseguir una reunión más detallada y, posiblemente, la financiación necesaria.
Además, la preparación de un "elevator pitch" conlleva beneficios internos para la empresa. Este proceso obliga a los empresarios y a los equipos a reflexionar profundamente sobre su propuesta de valor, destilando su idea o negocio a sus aspectos más cruciales y atractivos. Esto no solo mejora la comunicación hacia el exterior sino que también contribuye a una mayor comprensión y alineación interna con respecto a los objetivos y valores de la empresa.